# Вилисов, Владимир Петрович
Владимир Петрович Вилисов (19 апреля 1976 года, Новокузнецк) — российский лыжник, призёр этапов Кубка мира, чемпион России.

## Карьера
В Кубке мира Вилисов дебютировал 22 ноября 1997 года, в марте 1999 года впервые попал в тройку лучших на этапе Кубка мира. Всего имеет на своём счету 5 попаданий в тройку лучших на этапах Кубка мира, 2 в личных гонках и 3 в эстафетах. Лучшим достижением Вилисова в общем итоговом зачёте Кубка мира является 21-е место в сезоне 1998/99. 
На Олимпийских играх 2002 года в Солт-Лейк-Сити занял 15-е место в масс-старте на 30 км свободным стилем, 36-е место в гонке преследования и 15-е место в гонке на 50 км классическим стилем.
За свою карьеру принимал участие в трёх чемпионатах мира, лучший результат 7-е места в гонках на 50 км на чемпионатах мира 1999 и 2001 годов. 
Использовал лыжи производства фирмы Fischer.